# Стінка (Борщівський район)
Сті́нка — хутір в Україні, колишній населений пункт, приєднаний до села Бабинці Борщівського району Тернопільської області, розташований за 500 м від нього.
У лютому 1952 року на хуторі було 26 дворів (мешкало 7 осіб). Тоді ж виведений з облікових даних у зв'язку з переселенням жителів у Бабинці.